# Kalivik Island
Kalivik Island är en ö i Kanada.   Den ligger i territoriet Nunavut, i den norra delen av landet, 3 500 km nordväst om huvudstaden Ottawa. Arean är 4,9 kvadratkilometer.
Terrängen på Kalivik Island är platt. Öns högsta punkt är 41 meter över havet. Den sträcker sig 3,6 kilometer i nord-sydlig riktning, och 2,7 kilometer i öst-västlig riktning.